# موریتس میشائل دافینگر

موریتس میشائل دافینگر (آلمانی: Moritz Michael Daffinger; ۲۵ ژانویهٔ ۱۷۹۰ – ۲۱ اوت ۱۸۴۹) نقاش اهل کشور اتریش بود. تصویر این نقاش بر روی اسکناس ۲۰ شیلینگ اتریش نقش بسته بود که با تبدیل واحد پول اتریش به یورو، از رده خارج شد.
او همچنین تکچهره‌ای از میرزا حسین‌خان آجودانباشی نقاشی کرده که اکنون در مجموعه موزه متروپولیتن نگهداری می‌شود.

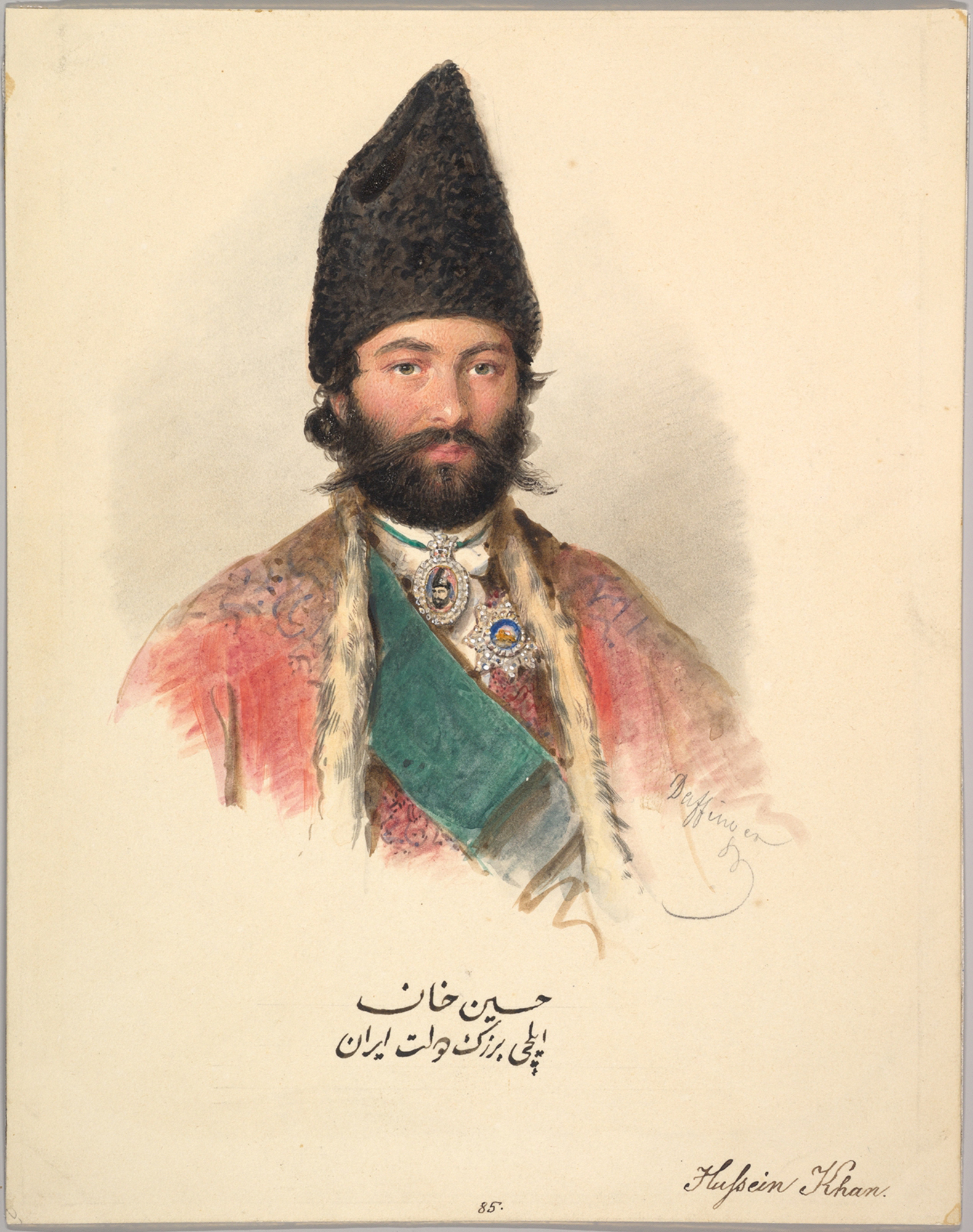
تک‏چهره میرزا حسین‌خان آجودانباشی (۱۸۳۹)، اثر موریتس میشائل دافینگر، از مجموعه موزه متروپولیتن.